# St.-Johannis-Kirche (Uslar)

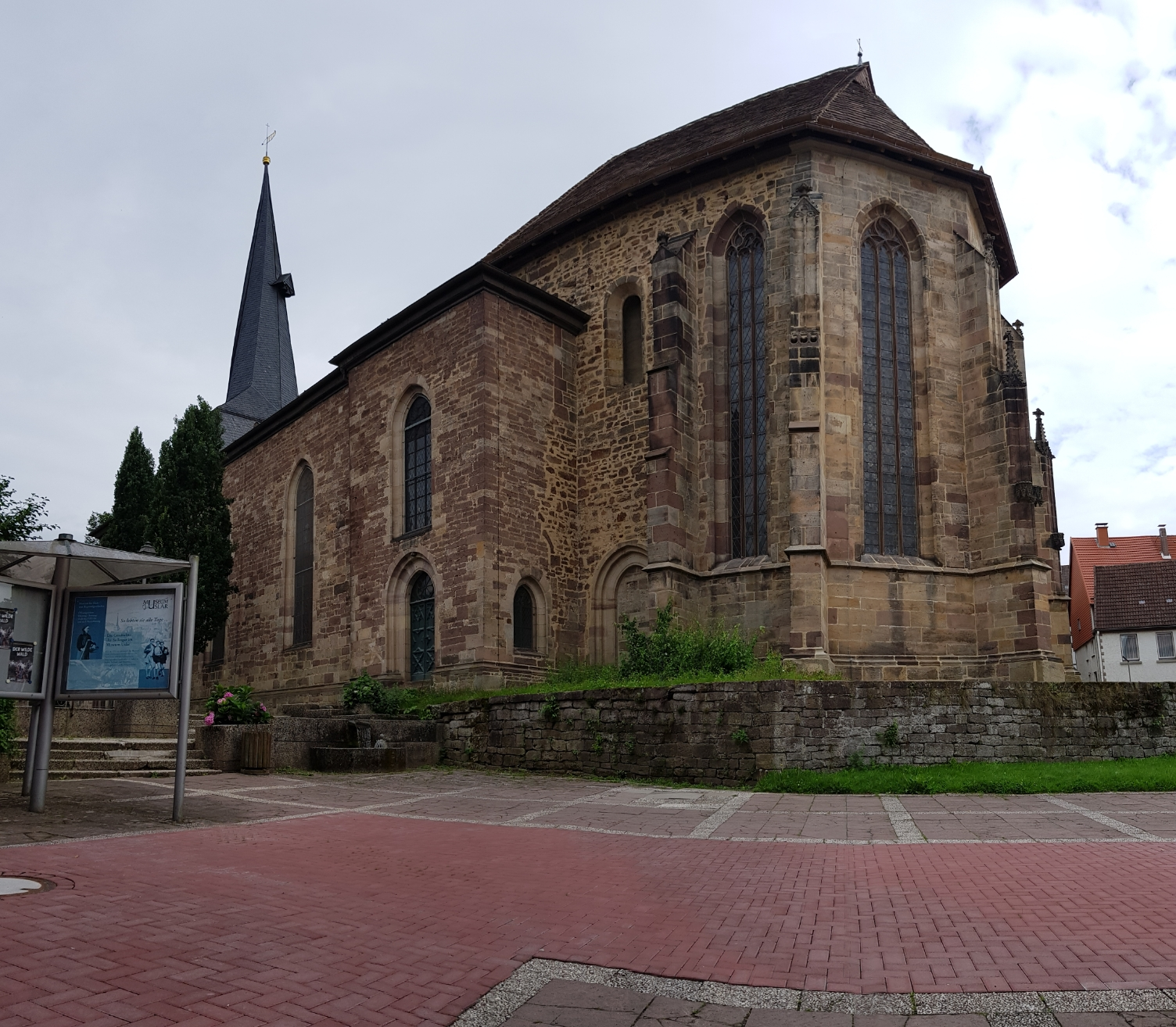
Chorpartie (Aufnahme 2017)

Die evangelisch-lutherische St.-Johannis-Kirche ist eine Kirche in Uslar in Niedersachsen. Die Kirche befindet sich westlich der Altstadt und südlich des Graftplatzes.

## Baugeschichte

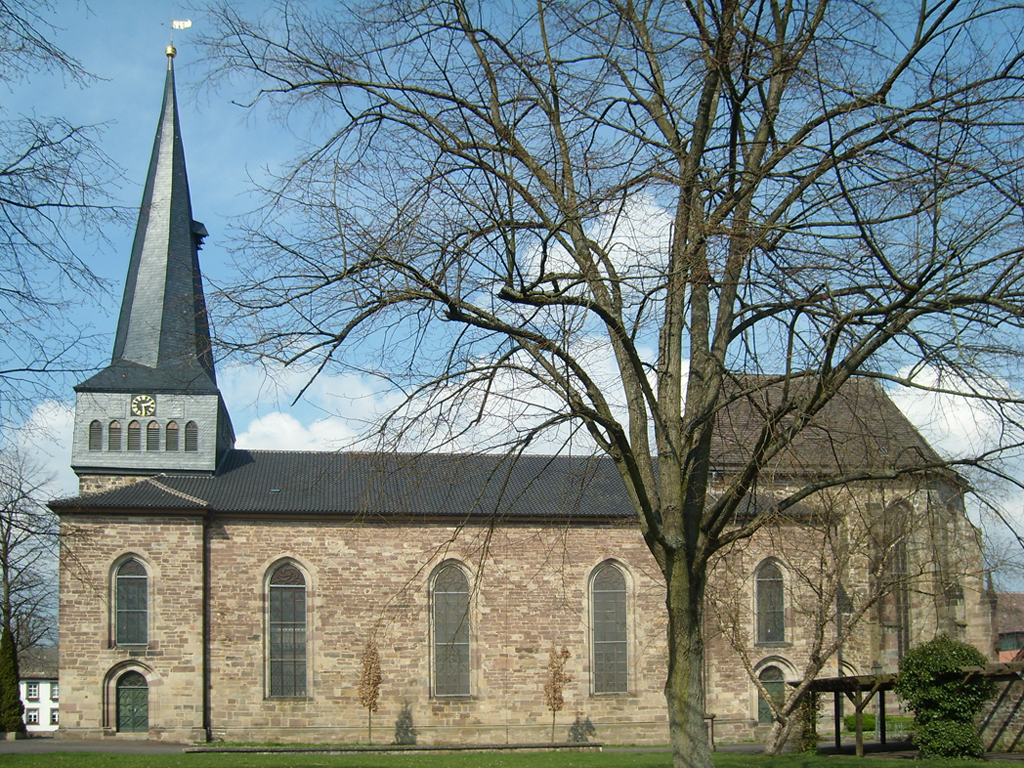
Südfassade (Aufnahme 2008)

Die Kirche wurde im Ursprung im späten 12. oder beginnenden 13. Jahrhundert erbaut; von dieser romanischen Kirche steht noch der Westturm. Der Bau des gotischen Ostchors begann 1428, wie eine Inschrift außen am nordöstlichen Strebepfeiler mitteilt. Die lateinische Inschrift lautet übersetzt: „Im Jahre des Herrn 1428 ist das gegenwärtige Werk begonnen worden am 5. Werktage (= Donnerstag) vor Pfingsten (= 20. Mai).“ 1470 war der Chor vollendet. Das Langhaus sollte ebenfalls vergrößert werden, was allerdings bis ins 19. Jahrhundert unterblieb. Das heutige Erscheinungsbild der Kirche wird geprägt von dem zwischen Chor und Turm eingefügten Neubau des dreijochigen Kirchenschiffes aus den Jahren 1836–1841 nach Plänen des hannoverschen Hofbaurats Georg Ludwig Friedrich Laves. Laves stammte aus Uslar; sein Vater war dort evangelischer Pfarrer. Die Ausführung des 1845 eingeweihten Neubaus leitete Landbaumeister Otto Praël aus Göttingen. Bemerkenswert ist, dass der für seine klassizistischen Entwürfe bekannte Laves hier einen an die vorhandene ältere Bausubstanz stilistisch angepassten, neugotischen Hallenkirchenbau entwarf. Die Konstruktion der Maßwerkfenster und Innenraumsäulen war freilich zeitgenössisch modern und besteht aus Gusseisen.

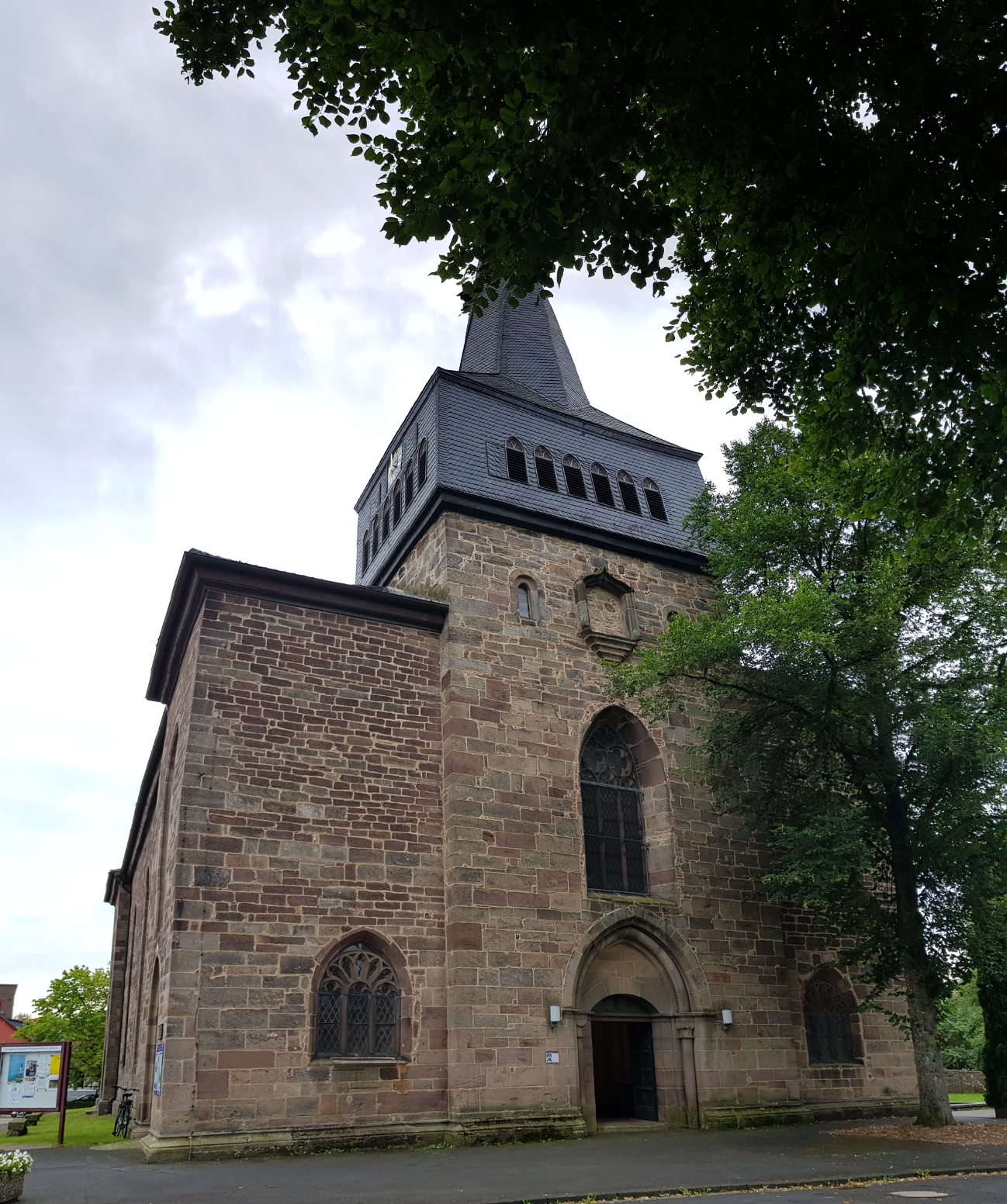
Westfassade (Aufnahme 2017)

## Das Innere der Kirche
Wertvollstes Ausstattungsstück ist im Chor über einer gotischen Mensa der wahrscheinlich um 1480/1500 geschaffene spätgotische Flügelaltar. In dessen Schrein befindet sich ein geschnitzter Kalvarienberg, dieser ist umgeben von den vier Heiligen Johannes der Täufer, Apostel Johannes, Augustinus von Hippo und Laurentius. Weiter außen sind vier Szenen aus dem Leben Christi angeordnet: die Anbetung der Könige, das Abendmahl, die Beweinung und Christus in der Vorhölle. Im linken inneren Flügel befinden sich sechs Szenen: die Verkündigung des Herrn, die Geburt Christi, die Darbringung Christi im Tempel, die Dornenkrönung, Christus vor Pilatus und die Kreuztragung. Im rechten inneren Flügel befinden sich folgende Szenen: Gebet Christi am Ölberg, Gefangennahme Christi, die Geißelung Christi, die Auferstehung, die Himmelfahrt Christi und Christus als Weltenrichter. Die Bildschnitzereien werden im Dehio als „von südniedersächsischer Eigenständigkeit“ charakterisiert. Auf der Außenseite der Flügel befinden sich links gemalte Tafelbilder mit Szenen der Mariä Heimsuchung, der Taufe Christi, der Enthauptung von Johannes dem Täufer und der Überbringung des Hauptes von Johannes dem Täufer. Auf der rechten Außenseite sind folgende Szenen dargestellt: Laurentius verteilt das Kirchengut an die Armen, Laurentius tauft Lucilius, die Geißelung des heiligen Laurentius und seine Marter auf dem Rost. Die Darstellungen des heiligen Laurentius stammen möglicherweise von Hans von Geismar (um 1490). In der Predella befinden sich Figuren von Maria und den sie flankierenden zwölf Aposteln. 

Weitere mittelalterliche Ausstattungsstücke aus der Zeit um 1430 sind im Chorraum ein farbig gefasstes Wandtabernakel sowie außerordentlich qualitätvolle Blattmasken-, Kopf- und Büstenkonsolen für ehemalige Statuen.

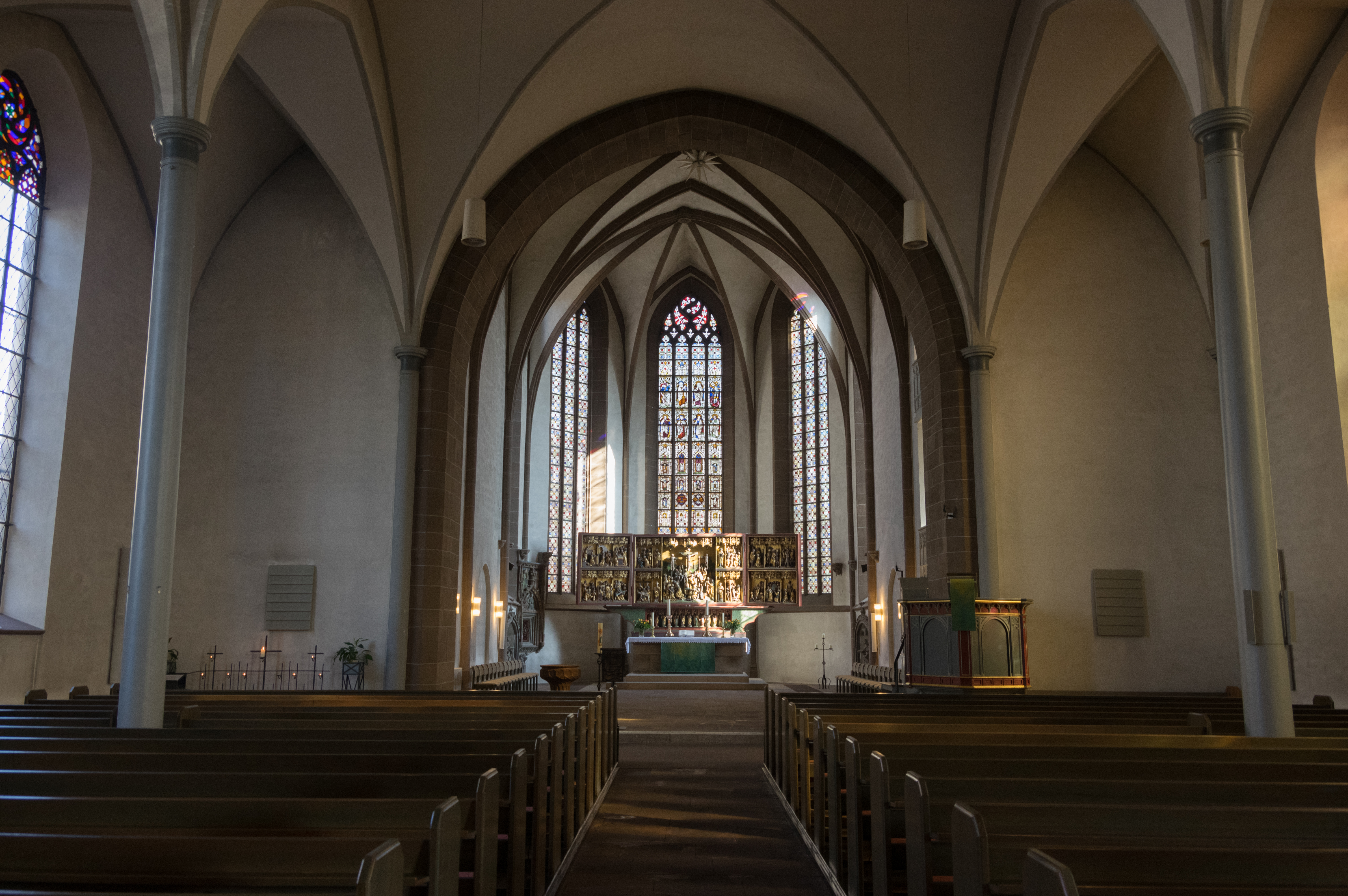
Das Innere mit Blick durch die Laves-Hallenkirche nach Osten zum mittelalterlichen Chorraum (Aufnahme 2018)

Hinter dem Altar befindet sich das Grabmal des ersten lutherischen Predigers der Johanniskirche, Jost Bauerfeindt, der im Jahre 1594 starb. Die Inschrift lautet: „Anno 1594, den 17. Octobris / ist der ehrwürdige und wohlgelarte Ehrwurdige Er (= Ehrwürden) Jost Bawerfeindt im Herrn entschlaffen, wel(c)hem Got gnedig sei / hat der Kirchen zu Usler 45 Jahr im Predigtambt wol gedient“.
Der neugotische Taufstein wurde nach einem Entwurf von Laves aus dem Jahr 1844 erstellt. Den Schaft ziert ein feingliedriges Relief von 16 sich überfangenden Spitzbögen. Das Taufbecken darüber zieren außen ebenfalls Maßwerkformen, die aus 16 Sechsecken gebildet sind. Auch die Kanzel wurde 1844 nach einem Entwurf von Laves erstellt. Ursprünglich befanden sich in den Feldern um den Korb die vier Evangelisten, die man im Zusammenhang mit der bei der Kanzelversetzung während der 1959–1962 stattgefundenen Kirchenrenovierung entfernte.
Die heutigen Glocken sind seit dem 8. Juni 1975 in der Kirche. Es sind drei Bronzeglocken aus der Karlsruher Glocken- und Kunstgießerei. Auf der großen Glocke befindet sich die Inschrift „Bewahre Frieden“, auf der mittleren Glocke „Stifte Gemeinschaft“ und auf der kleinen Glocke „Wecke Glauben“. Eine ältere Eisenglocke von 1946 ist als „mahnendes Zeichen“ für die zwangsweise Abgabe älterer Glocken im Zweiten Weltkrieg außen vor dem Kirchenchor aufgestellt.

## Orgel

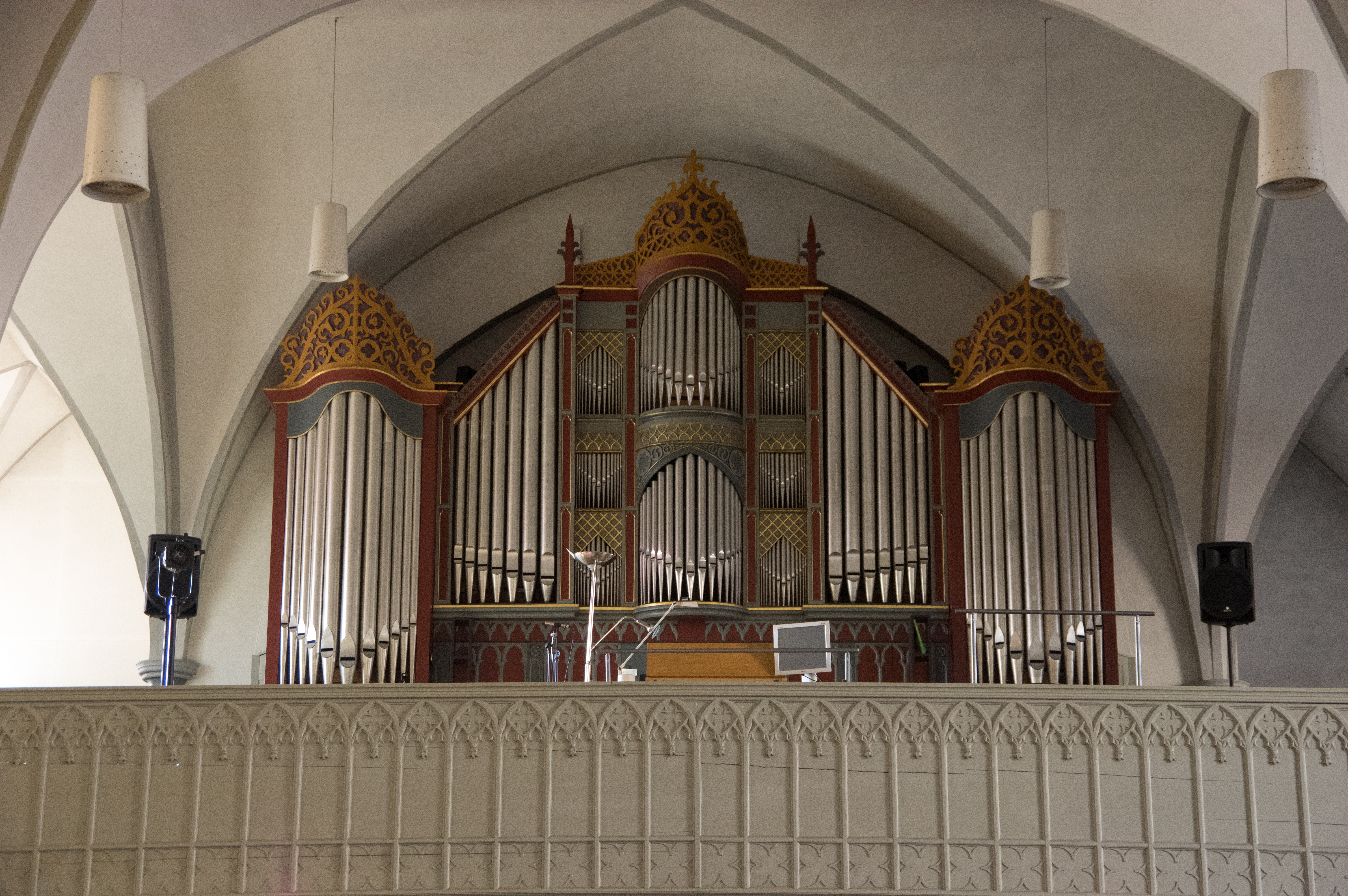
Die Orgel

Die am 25. Mai 1845 eingeweihte Orgel stammt von dem Orgelbauer Balthasar Conrad Euler. Der Entwurf des Orgelprospekts ist von Laves. 1936 erfolgte ein Ausbau durch die Firma Ott, weitere größere Renovierungsarbeiten fanden 1968, 1980 und zuletzt 1997 durch die Firma Janke und 2015 durch Burkhard Klimke statt.
Das Schleifladen-Instrument hat 26 Register auf zwei Manualen und Pedal. Die Spiel- und Registertrakturen sind mechanisch.
| I Hauptwerk C–f3 |            |         |
| 1.               | Bordun     | 16′     |
| 2.               | Prinzipal  | 08′     |
| 3.               | Rohrflöte  | 08′     |
| 4.               | Oktave     | 04′     |
| 5.               | Gemshorn   | 04′     |
| 6.               | Nasat 0    | 02 ⁄3′  |
| 7.               | Sifflöte   | 02′     |
| 8.               | Terz 0     | 01 3⁄5′ |
| 9.               | Mixur IV-V |         |
| 10.              | Trompete   | 08′     |

| II Oberwerk C–f3 |                   |        |
| 11.              | Gedackt           | 08′    |
| 12.              | Viola da Gamba    | 08′    |
| 13.              | Unda Maris (ab G) | 08′    |
| 14.              | Prinzipal         | 04′    |
| 15.              | Rohrflöte         | 04′    |
| 16.              | Oktave            | 02′    |
| 17.              | Quinte            | 01 ⁄3′ |
| 18.              | Krummhorn         | 08′    |
|                  | Tremulant         |        |

| Pedal C–f1 |             |     |
| 19.        | Subbass     | 16′ |
| 20.        | Prinzipal   | 08′ |
| 21.        | Violon      | 08′ |
| 22.        | Oktave      | 04′ |
| 23.        | Mixtur IV 0 |     |
| 24.        | Posaune     | 16′ |
| 25.        | Trompete    | 08′ |
| 26.        | Clarine     | 04′ |

- Koppeln: II/I, I/P.